# 정숙첨
정숙첨(鄭叔瞻, 생몰년 미상)은 고려 중기 ~ 후기의 문신으로 본관은 하동(河東)이다.
그는 최씨정권의 초대 집권자인 최충헌의 부하이자 2대 집권자인 최우의 장인이기도 했다.
일찍이 벼슬에 올랐으나 명종 24년인 1194년에 무고로 탄핵되어 유배를 갔고 신종 때 유배에서 풀려났다.
1204년 최충헌의 암살을 막고 1211년에 희종이 최충헌을 제거하려 했을때도 최충헌을 보호하는 역할을 했다.
그러나 1217년에 최충헌 모살사건에 연루되어 유배를 가고 말았다. 급기야 최충헌이 그를 제거하려고 하였고 사위 최우의 도움으로 목숨을 건졌다.

## 가계
- 아버지 : 정세유(鄭世猷)
- 어머니 : 미상
  - 동생 : 정윤당(鄭允當)
    - 아들 : 정안(鄭晏)
    - 딸 : 정씨(鄭氏)
    - 사위 : 최우(崔瑀, 1166~1249)

## 정숙첨이 등장한 작품
- 《무인시대》(KBS, 2003년~2004년, 배우:이대로)

- 《무신》(MBC, 2012년~2012년, 배우:정욱)